# Glasflügel BS-1
Die Glasflügel BS-1 war ein Hochleistungssegelflugzeug und die erste Konstruktion von Björn Stender (1935–1963).

## Geschichte
Björn Stender war der Sohn von Walter Stender, einem bekannten Flugzeugkonstrukteur unter anderem bei Dornier und Blohm & Voss. Da Stender somit früh mit dem Flugzeugbau und der Segelfliegerei Kontakt hatte, trat er während seines Studiums an der Technischen Hochschule Braunschweig der Akaflieg Braunschweig bei.
Dort arbeitete er am Bau der SB 5 „Sperber“ mit und wurde geistiger Vater der SB 6. Nach seinem Studienabschluss am 1. August 1962 begann er mit dem Bau der BS-1 (Björn Stender Nr. 1) und startete bereits am 23. Dezember zum Erstflug. Die aerodynamische und fliegerische Qualität seiner Konstruktion sorgte um die Jahreswende 1962/63 für Aufsehen; die BS-1 galt als das leistungsfähigste und eleganteste Segelflugzeug der Welt.
Anfang Oktober 1963 flog Björn Stender ein ausgiebiges Erprobungsprogramm für die Flugeigenschaften der zweiten BS-1. Als am 4. Oktober die Höchstgeschwindigkeit erflogen werden sollte, hatte Stender vermutlich bei mehr als 300 km/h die linke Hand vom Wölbklappenhebel genommen, um den Steuerknüppel mit beiden Händen zu führen. Dadurch hatte er unbeabsichtigt das im losgelassenen Zustand instabile Flattersystem freigeben. Dieser enormen Beanspruchung war der Tragflügel nicht gewachsen und ging zu Bruch. Björn Stender starb im Alter von 28 Jahren.
Zur Zeit des Todes von Björn Stender lagen bereits 16 Bestellungen für die BS-1 vor. Deswegen beschloss Eugen Hänle, der Gründer des Glasflügel Segelflugzeugbaus, das Flugzeug in seiner Firma zu bauen. Da nur unzureichende Pläne vorlagen, musste er die BS-1 neu konstruieren, übernahm allerdings deren aerodynamische Gestalt. 1966, vier Jahre nach Entwicklungsbeginn, startete die erste neue BS-1, und es gab weiterhin kein annähernd gleichwertiges Flugzeug. Es wurden noch weitere 16 Flugzeuge bei Glasflügel gebaut, insgesamt mit den zwei Prototypen von Stender somit 18 BS-1.
Laut Brütting galt „die Gesamtauslegung der BS-1 […] als Maßstab und Vorbild.“ Viele neue Konstruktionen zeigten ähnliche Maße und Konfiguration, besonders die Schleicher ASW 12 und die FFA Diamant HBV ähneln in ihrem Aussehen der BS-1.

## Technische Daten
| Kenngröße                | Daten                |
| ------------------------ | -------------------- |
| Spannweite               | 18,00 m              |
| Länge                    | 7,50 m               |
| Flügelfläche             | 14,20 m²             |
| Streckung                | 22,8                 |
| Rüstmasse                | 335 kg               |
| max. Zuladung            | 125 kg               |
| max. Startmasse          | 460 kg               |
| max. Flächenbelastung    | 32,40 kg/m²          |
| Mindestgeschwindigkeit   | 65 km/h              |
| Höchstgeschwindigkeit    | 250 km/h             |
| min. Sinkgeschwindigkeit | 0,55 m/s bei 85 km/h |
| Gleitzahl                | 44 bei 95 km/h       |
| Flügelprofil             | Eppler 348K          |